# Friedrich von Duhn
Friedrich von Duhn, né à Lübeck le 17 avril 1851 et mort à Heidelberg le 5 février 1930, est un historien et archéologue allemand. Il enseigne l'archéologie classique à l'université de Heidelberg. Il a en particulier contribué à identifier les éléments de l'Ara Pacis.